# Halil İbrahim Karaoğlanoğlu
Halil İbrahim Karaoğlanoğlu (nacido en 1924 en Tavas, Denizli y muerto el 21 de julio de 1974 cerca de Kyrenia) era oficial del Ejército Turco.
Coronel Karaoğlanoğlu comandaba el Regimiento de Infantería 50 durante la operación amfíbica, el 20 de julio de 1974, en Chipre, como parte de la Operación Atila.
Durante el segundo día de la invasión, proyectiles de mortero de la Guardia Nacional le ocasionan graves heridas, perdiendo al vida posteriormente. 
El nombre se ha dedicado a varios lugares en Chipre del Norte como el ferry de Istanbul City Lines; el Monumento Karaoğlanoğlu en inmediaciones de la playa de desembarco del año 1974 y el museo alegórico a la operación turca y la redenominación de la localidad de Agios Georgios como Karaoğlanoğlu.
- Datos: Q6075976
- Multimedia: Halil İbrahim Karaoğlanoğlu / Q6075976